# Deutscher Alpenverein
Deutscher Alpenverein (DAV) (polski: Niemiecki Klub Alpejski) – niemieckie stowarzyszenie alpinistyczne, założone w 1869, w Monachium.

## Historia

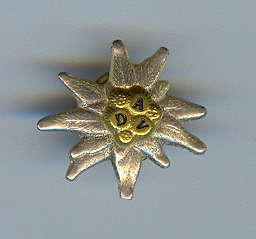
Odznaka DAV w formie szarotki

DAV zostało założone 9 maja 1869. Założycielami byli niezadowoleni członkowie powstałego siedem lat wcześniej OeAV. W 1873 oba kluby zostały połączone i powstał Deutscher und Österreichischer Alpenverein (DuÖAV), który pod tą nazwą funkcjonował do 1938. 
W DuÖAV już w okresie Cesarstwa Niemieckiego nasilały się tendencje antysemickie. W 1899 r. powstała sekcja „Mark Brandenburg” wyłącznie dla „obywateli niemieckich, którzy zostali ochrzczeni”. W 1905 r. utworzono sekcję wiedeńską wyłącznie dla „aryjskich” współobywateli. W 1907 r. Sekcja Akademicka Wiedeń umieściła w swoim statucie paragraf aryjski. W następnych latach podobne ograniczenia przyjmowały inne sekcje tej organizacji. W roku 1921 r., po objęciu przez Eduarda Pichla, przewodnictwa austriackiej części DuÖAV, paragraf aryjski wprowadzono w 98 ze 110 tamtejszych sekcji. W 1922 r. Drezdeńska Sekcja Akwdemicka DuÖAV wykluczyła Żydów z członkostwa. Niektórzy z wykluczonych alpinistów założyli sekcję Donauland, działającą w ramach DuÖAV. Została ona jednak wykluczona z DuÖAV w 1924 roku.
W 1927 Sekcja Katowicka DuÖAV, która po podziale Górnego Śląska znalazła się w Polsce, razem m.in. z Beskidenverein przystąpiła do Związku Klubów Beskidzkich w Polsce (Verband Beskidenvereine in Polen).
Po zajęciu Austrii powrócono do nazwy DAV. Organizacja została rozwiązana w 1945 i reaktywowana w 1952.
Deutscher Alpenverein prowadzi Alpines Museum w Monachium .
Istnieją trzy schroniska DAV z nazwami śląskich miast. Wrocławska sekcja DuÖAV w 1882 wybudowała u podnóża Wildspitze schronisko Breslauer Hütte, Gliwicka sekcja DuÖAV w 1900 wybudowała schronisko Gleiwitzer Hütte, a w 1929 Sekcja Katowicka DuÖAV wybudowała na zboczu Großer Hafnera schronisko Kattowitzer Hütte.